# Marie Schramm-Macdonald

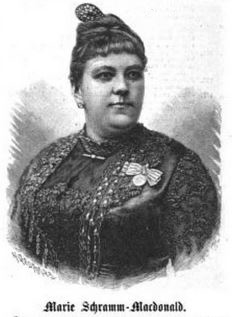
Marie Schramm-Macdonald

Marie Schramm-Macdonald, geborene Schwendy, verwitwete Netcke (* 11. April 1846 in Berlin; † 7. Februar 1908 in Dresden) war eine deutsche Schriftstellerin. Sie schrieb auch unter den Pseudonymen „Fringilla“ und „Max Troll“.

## Leben
Sie war die Tochter des Spinnereibesitzers Eduard Schwendy. Die Familie zog nach Dresden, wo Marie Schwendy ersten Schauspiel- und Gesangsunterricht erhielt. Sie heiratete Franz Netcke, den technischen Direktor der Dortmunder Union. Nach dessen Tode nahm sie Schauspielunterricht bei Adele Peroni, der Frau Adolf Glaßbrenners, und bei Otto Lehfeld. Nachdem sie sich in Dresden mit dem Schriftsteller Hugo Schramm-Macdonald verheiratet hatte, wirkte sie als Rezitatorin und erteilte Schauspielunterricht. Sie veröffentlichte Gedichte, Novellen und Essays in verschiedenen Zeitschriften. Sie war Mitbegründerin der Dresdner Frauenortsgruppe des Allgemeinen Deutschen Schulvereins. Für ihr verdienstvolles Wirken erhielt sie von König Albert die Medaille für Kunst und Wissenschaft (Sachsen-Altenburg). Sie erhielt auch die Medaille „für Pflichttreue im Kriege“.

## Werke
- Aufruf. Dresden 1888. (Digitalisat)
- Für Herz und Haus. Briefe an deutsche Frauen. Ehlermann, Dresden 1889.
- Rautenblätter. Bilder aus der Geschichte der Wettiner in Dichtungen. Grumbkow, Dresden 1889. (Digitalisat)
- Lyndall. Roman aus d. südafrikanischen Farmerleben. Von Ralph Iron 〈Olive Schreiner〉. Mit Genehmigung des Verfassers frei aus dem Englischen übertragen. Bassermann, München 1892.